# Láng Lớn
Láng Lớn là một xã thuộc huyện Châu Đức, tỉnh Bà Rịa – Vũng Tàu, Việt Nam.

## Địa lý
Xã Láng Lớn nằm ở phía tây huyện Châu Đức, có vị trí địa lý:
- Phía đông giáp thị trấn Ngãi Giao và các xã Bàu Chinh, Bình Ba
- Phía tây giáp thị xã Phú Mỹ
- Phía nam giáp xã Suối Nghệ
- Phía bắc giáp thị trấn Kim Long và các xã Cù Bị, Xà Bang.

Xã có diện tích 20,89 km², dân số năm 2002 là 5.028 người, mật độ dân số đạt 241 người/km².

## Lịch sử
Xã Láng Lớn được thành lập vào ngày 1 tháng 2 năm 1985 trên cơ sở tách một phần diện tích và dân số của xã Ngãi Giao. Khi mới thành lập, xã thuộc huyện Châu Thành cũ.
Ngày 2 tháng 6 năm 1994, xã Láng Lớn thuộc huyện Châu Đức mới thành lập.
Ngày 22 tháng 10 năm 2002, Chính phủ ban hành Nghị định 83/2002/NĐ-CP. Theo đó:
- Chuyển toàn bộ 941 ha diện tích tự nhiên và 2.744 người của ấp Liên Hiệp 2 (đội 1 nông trường cao su Cù Bị) thuộc xã Xà Bang, toàn bộ 627 ha diện tích tự nhiên và 875 người của ấp Tân Giao thuộc thị trấn Ngãi Giao về xã Láng Lớn quản lý
- Thành lập xã Cù Bị trên cơ sở 4.671 ha diện tích tự nhiên và 8.642 người của xã Láng Lớn.

Sau khi điều chỉnh địa giới hành chính, xã Láng Lớn có 2.089 ha diện tích tự nhiên và 5.028 người.